# Schlacht von Ramree
Japanische Eroberung 1941/42

Bilin – Sittang – Pegu (Taukkyan) – Rangun – Yunnan-Burma-Straße (u.a. Tachiao – Oktwin – Toungoo – Yenangyaung – Lashio I)
1942/43

Burma-Kampagne 1942–1943

Arakan I – The Hump – Chindits
1944

Schlacht um Nordburma und West-Yunnan 1943–1945

Burma-Kampagne 1944

Arakan II – Ha-gō – Lashio II – Sangshak – Myitkyina – U-gō (Imphal – Kohima – Tennisplatz) – Mogaung – Song shan/Huitong-Brücke – Dan-gō
1944/45

Burma-Kampagne 1944–1945

Bhamo – Arakan III (Kangaw und Höhe 170 – Ramree) – Meiktila/Mandalay – Pakokku – Lashio III – Tanlwe Chaung – Operation Dracula – Sittang
Die Schlacht von Ramree (auch bekannt als Operation Matador) war Teil des Burmafeldzuges im Zweiten Weltkrieg. Die Kämpfe um den Besitz der Insel Ramree dauerten sechs Wochen, vom 14. Januar bis 22. Februar 1945, bevor sich die Überlebenden der kleinen, aber zähen japanischen Garnison von der Insel zurückzogen.

## Vorgeschichte
Im November 1944 wurde die alliierte 11. Heeresgruppe (General Sir George Giffard) aufgelöst und Generalleutnant Oliver W. Leese zum neuen Oberbefehlshaber der Alliierten Landstreitkräfte in Südostasien (ALFSEA) ernannt. Als der Monsun Ende 1944 endete, nahm der südliche Flügel der britisch-indischen 14. Armee (General Slim) im dritten Jahr in Folge den Vormarsch an der Küste von Arakan in Richtung auf Akyab wieder auf. Ziel  des britisch-indischen XV. Korps unter Generalleutnant Philip Christison war es, die von der Kaiserlichen Japanischen Armee seit 1942 besetzten Inseln Ramree und Cheduba (Manaung Island) zu erobern. Cheduba, die kleinere der beiden Inseln, hatte keine Garnison, aber Ramree wurde von japanischen Truppen verteidigt. Dort sollten Stützpunkte zur Luftversorgung des Festlandfeldzuges ausgebaut werden.
Die gegnerische japanische 28. Armee unter Generalleutnant Sakurai kontrollierte die Küstenregion Arakan und den unteren Teil des Irrawaddy-Tals. Die japanische 54. Division (Generalleutnant Shigusaburo Miyazaki) verteidigte den Abschnitt auf der Halbinsel Mayu bis zum Tal des Flusses Kaladan. Die 55. Division (Generalleutnant Tadashi Hanaya) hielt südlicher die Häfen an der Küste von Süd-Burma besetzt, während die unabhängige gemischte 72. Brigade das Ölfeld bei Yenangyaung und am südlichen Irrawaddy-Abschnitt sicherte. Das erste Hauptziel des alliierten XV. Korps war die Besetzung der Insel Akyab, welche den Küstenabschnitt südlich der Mayu-Halbinsel beherrschte. Die Insel besaß einen Hafen und einen wichtigen Flugplatz, den die Alliierten als Basis für die Versorgung der Truppen in Zentral-Burma auf dem Luftweg nutzen wollten. Die Nachschublinien über Assam waren viel zu lang geworden; daher war es zur besseren Versorgung notwendig, Flugplätze an der Küste von Arakan zu erobern. Der Ausbau der alliierten Flotten hatte zudem die vollständige Seeherrschaft im Golf von Bengalen gebracht. Die Versorgungslinien der japanischen Truppen auf der Mayu-Halbinsel sollten bei der neuerlichen Operation durchschnitten werden.
Die indische 25. Division rückte vom Süden der Mayu-Halbinsel auf Foul Point und Rathedaung vor. Die westafrikanische 82. Division kämpfte das Tal des Flusses Kalapanzin frei und überquerte einen Gebirgszug zum Tal des Flusses Kaladan. Währenddessen zog die westafrikanische 81. Division (Generalmajor H. C. Stockwell) den Kaladan-Fluss entlang und strebte im Januar 1944 auf Myohaung zur Mündung des Kaladan vor. Die hier zahlenmäßig unterlegenen Japaner evakuierten am 31. Dezember 1944 die Insel und vom 2. bis 4. Januar 1945 wurde Akyab ohne Widerstand vom XV. Korps besetzt. Die schnelle Besetzung von Akyab machte das XV. Korps frei, um auch die 110 km südlicher gelegene Insel Ramree anzugreifen, die auf etwa 80 km Länge und 32 km Breite eine zumeist flache Topographie aufwies. Der indischen 26. Division unter Generalmajor Cyril Lomax wurde befohlen, Ramree zu besetzen, weil über diese Insel der Nachschub der japanischen 54. Division  abgewickelt wurde. Die freigewordene 82. Division sollte unterstützend entlang der Küstenebene vorgehen, während die indische 25. Division und die 3. Brigade Kommandotruppen eine amphibische Landung durchführen sollte, welche die Japaner auch vom Süden her bedrohen sollte.

## Verlauf

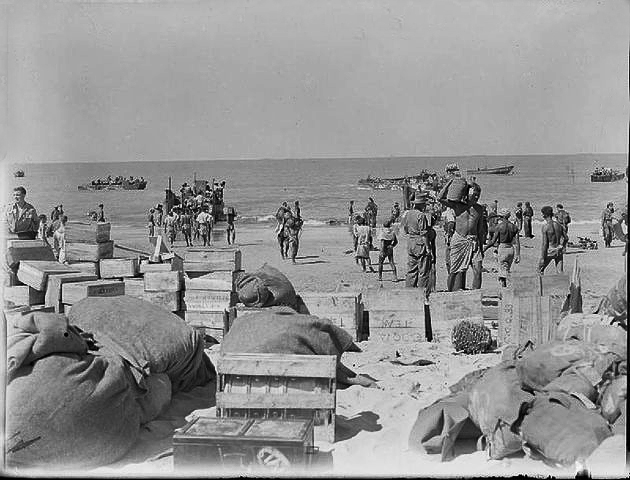
Amphibische Landung der Royal Navy

Anders als bei Akyab hatte der japanische Oberbefehlshaber, General Kawabe, Befehl gegeben, die vorgelagerten Inseln Cheduba und Ramree möglichst lange zu halten. Der Abzug der japanischen 2. Division aus dem Irrawaddy-Delta zwang den Armeeführer General Sakurai, seine 55. Division nach Süden zu ziehen, er verfügte daher zur Verteidigung an der Küste Arakans nur mehr über die 54. Division. Generalleutnant Shigesburo Miyazaki hatte vor, die Pässe von An und Taungup um jeden Preis zu halten, um die wichtige japanische Nachschublinie zwischen Meiktila und Rangun auch weiterhin kontrollieren zu können. Er baute daher 64 Kilometer östlich von Akjab eine Verteidigungslinie auf, die aus dem Raum Kangaw bis zur Küste bei der Halbinsel Myebon reichte.
Am 13. Januar 1945 besetzten britisch-indische Marinesoldaten den Ort Myebon, ebenso wurde das nahegelegene Dorf Kantha besetzt. Am 21. Januar 1945 begann nach der Bombardierung aus der Luft und von See her die Landung auf Ramree. Die japanische Garnison auf Ramree bestand aus Teilen der 54. Division und dem II. Bataillon des 121. Infanterieregiments unter Oberst Kan’ichi Nagazawa, welches als selbständige Streitmacht fungierte. Ab 9.42 Uhr landete die 71. Brigade unter Brigadegeneral R. C. Cotrill-Hill westlich von Kyaukpuy, ohne auf Gegenwehr zu stoßen. Am folgenden Tag wurde die 4. Brigade unter General J. F. R. Forman nachgezogen und ein Brückenkopf am Strand gesichert.
Am 25. Januar wurde währenddessen am gegenüber liegenden Festland Myohaung von der westafrikanischen 81. Division genommen, der Angriff auf Kangaw vorbereitet und Miyazakis Landtruppen unter Druck gesetzt. Die Kämpfe um den Brückenkopf liefen wechselhaft, die Japaner erkannten die Gefahr der Einkreisung und warfen alle verfügbaren Truppen in den Kampf. Die indischen Truppen schafften es lange nicht, die Schlacht zu wenden und konnten erst am 29. Januar Kangaw erobern. In der Zwischenzeit kämpften die Streitkräfte auf der Halbinsel Myebon mit der 82. Division.
Nachdem am 26. Januar die alliierte Landung auf Cheduba (Operation Sankey) begann, nahm der japanische Widerstand auch auf Ramree zu. Die Stadt Ramree wurde von Coterills Truppen erst nach längeren Gefechten am 9. Februar besetzt, am 17. Februar konnten die letzten japanischen Verteidigungen durchbrochen werden. Die Japaner zogen sich auf die Festlandseite Ramrees zurück. Dort wurden angeblich bis zu 1000 Mann durch Leistenkrokodile getötet, was aber stark umstritten ist und als moderner Mythos angesehen werden kann. Dennoch ist der Vorfall im Guinness-Buch der Rekorde als größtes Desaster, welches Tiere jemals angerichtet haben, geführt. Um die fliehenden Japaner abzufangen, wurde die Blockade bis zum 22. Februar aufrechterhalten.

## Folgen
Die ostafrikanische 22. Brigade übernahm den Besatzungsdienst auf den Inseln Ramree und Cheduba. Nachdem die Küstenregion gesichert war, konnten die Alliierten neue Luftstützpunkte aufbauen und über Ramree und Cheduba Nachschub heranführen. Weitere Aktionen des XV. Korps wurden eingestellt, um alle Kapazitäten für die Unterstützung der auf Rangun angesetzten 14. Armee zu bündeln. Geplante Vorwärtsbewegungen der 82. Division und der 26. Indischen Division zur Landung bei Taungup wurden aufgegeben oder abgebrochen und das XV. Korps zum Schutz der Küste konzentriert. Die westafrikanische 81. Division und die indische 50. Panzerbrigade wurden nach Indien zurückgezogen.